# پورت هایدن (آلاسکا)
پورت هایدن (به انگلیسی: Port Heiden) شهری در بخش لیک اند پنینسولا، آلاسکا ایالت آلاسکا است که جمعیت آن در سرشماری سال ۲۰۰۰ میلادی ۱۱۹ نفر بوده‌است.